# 荒漠黄耆
荒漠黄耆（学名：Astragalus alaschanensis）是豆科黄芪属的植物，为中国的特有植物。分布于中国大陆的甘肃、内蒙古、宁夏等地，多生于荒漠区的沙荒地带，目前尚未由人工引种栽培。